# 27. duben
27. duben je 117. den roku podle gregoriánského kalendáře (118. v přestupném roce). Do konce roku zbývá 248 dní. Svátek má Jaroslav.

## Události

### Česko
- 1452 – Zemským správcem Českého království byl zvolen Jiří z Poděbrad.
- 1855 – Novinář Karel Havlíček Borovský byl propuštěn z Brixenu, kam byl nuceně deportován 22. prosince 1851.
- 1849 – Praze přibyl V. městský obvod: Židovské město – Josefov.
- 1919 – Československá armáda zaútočila proti bolševické Maďarské republice rad, která se netajila svým úmyslem znovu obsadit Slovensko a připojit je k Maďarsku.
- 1927 – Premiéra Weinbergrovy opery Švanda dudák v Praze.
- 1939 – V Praze byla jmenována nová protektorátní vláda v čele s generálem Eliášem.
- 1945 – Vojska 2. ukrajinského frontu dokončila osvobozování Brna. Bratislavsko-brněnská operace si vyžádala životy 17 000 sovětských vojáků, 1 500 rumunských a řádově stovek civilistů.
- 1950 – Spuštěna druhá etapa Akce K, násilné likvidace klášterů a mužských řeholních řádů.
- 1974 – AZNP vyrobily v závodě Kvasiny stotisící automobil od roku 1945, jímž se stala Škoda 110 R.
- 1978 – Byl založen Výbor na obranu nespravedlivě stíhaných.
- 2011 – Vláda Petra Nečase zřídila Vládní výbor pro koordinaci boje s korupcí, jehož předsedou byl jmenován vicepremiér a bývalý ministr vnitra Radek John.

### Svět
- 4977 př. n. l. – Johannes Kepler vypočítal vznik vesmíru na tento den
- 1296 – V bitvě u Dunbaru byli Skotové v rámci své první války za nezávislost tvrdě poraženi anglickým vojskem.
- 1518 – Protifrancouzská smlouva ze Sint-Truiden - Burgundský pakt
- 1521 – Portugalský mořeplavec Fernao de Magalhaes umírá na Filipínách po boji s domorodci. Nedožil se tak konce plavby, kterou chtěl dokázat kulatost Země
- 1522 – V bitvě u Bicocca porazili Karel V. a papež Hadrián VI. francouzské vojsko
- 1526 – Mongolský vládce Bábur porazil v bitvě u Pánípatu sultána z Dillí
- 1565 – Na filipínském ostrově Cebu vznikla první španělská osada přistěhovalců
- 1576 – V Beaulieu-sur-Mer byla uzavřena mírová dohoda Paix de Monsieur
- 1667 – Slepý a chudý John Milton prodal práva na svou nejznámější báseň Ztracený ráj za pouhých 10 liber.
- 1784 – Premiéra Beumarchaisovy hry Figarova svatba v Comédie-Française po 4 letech cenzurních odkladů
- 1810 – Ludwig van Beethoven složil svoje zřejmě nejznámější dílo, klavírní skladbu Pro Elišku.
- 1867 – Premiéra Gounodovy opery Romeo a Julie v Paříži.
- 1881 – Bulharský kníže Alexandr I. provedl státní převrat. Rozpustil vládu a zavedl vojenskou diktaturu s ním v čele.
- 1907 – Premiéra Stravinského Symfonie č. 1 Es dur v Petrohradě.
- 1908 – V Londýně byly zahájeny IV. letní olympijské hry.
- 1940 – Na základě příkazu Heinricha Himmlera byl oficiálně založen tábor Auschwitz I.
- 1945 – Obnovení samostatného Rakouska, tentokrát ve formě spolkové republiky pod dohledem spojeneckých okupačních mocností. Plnou nezávislost však získalo až v roce 1955.
- 1950 – Spojené království uznalo diplomaticky Izrael.
- 1978 – Saurová revoluce, úspěšný komunistický převrat v Afghánistánu, při němž byl zabit dosavadní diktátor Muhammad Dáúd Chán.
- 1992 – Po déletrvajících vnitrostátních sporech formálně zanikla Jugoslávie, ozbrojené střety mezi některými jejími bývalými státy trvaly až do roku 2001.
- 2005 – Poprvé vzlétl obří dvoupodlažní letoun Airbus A380.
- 2014 – Papež František svatořečil papeže Jana Pavla II. a Jana XXIII.

## Narození
Automatický abecedně řazený seznam viz Kategorie:Narození 27. dubna

### Česko

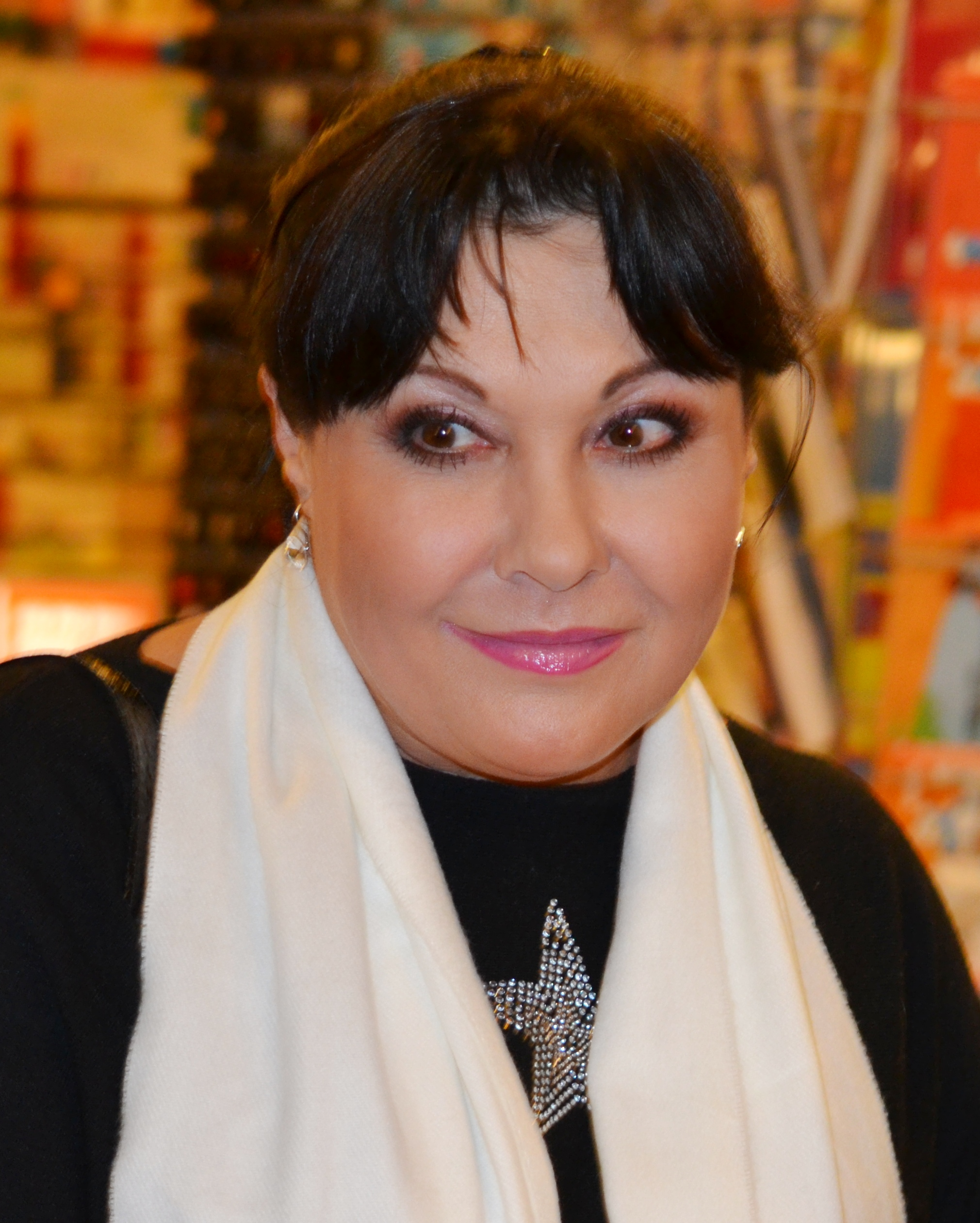
Dagmar Patrasová (* 1956)

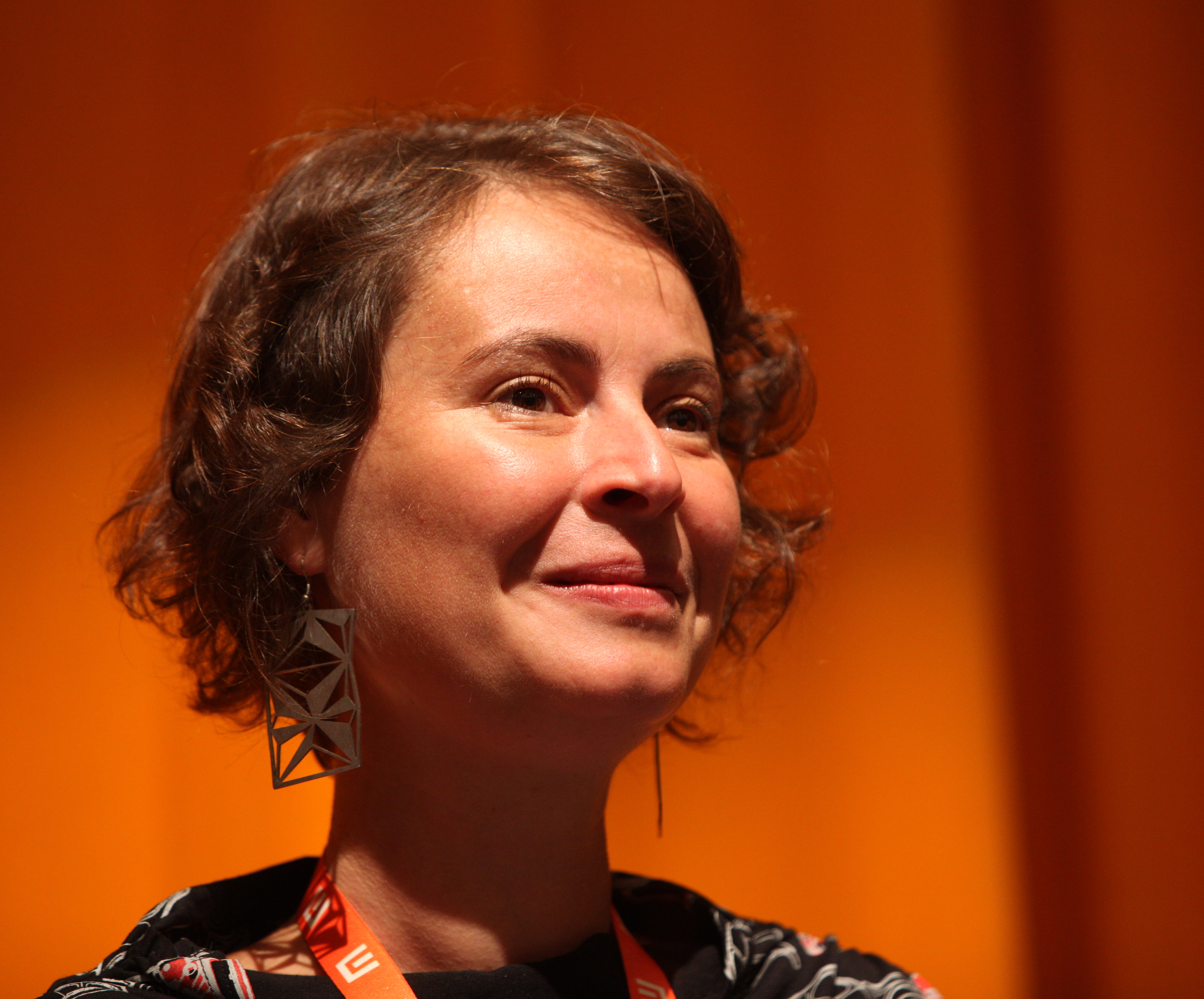
Lenka Vlasáková (* 1972)

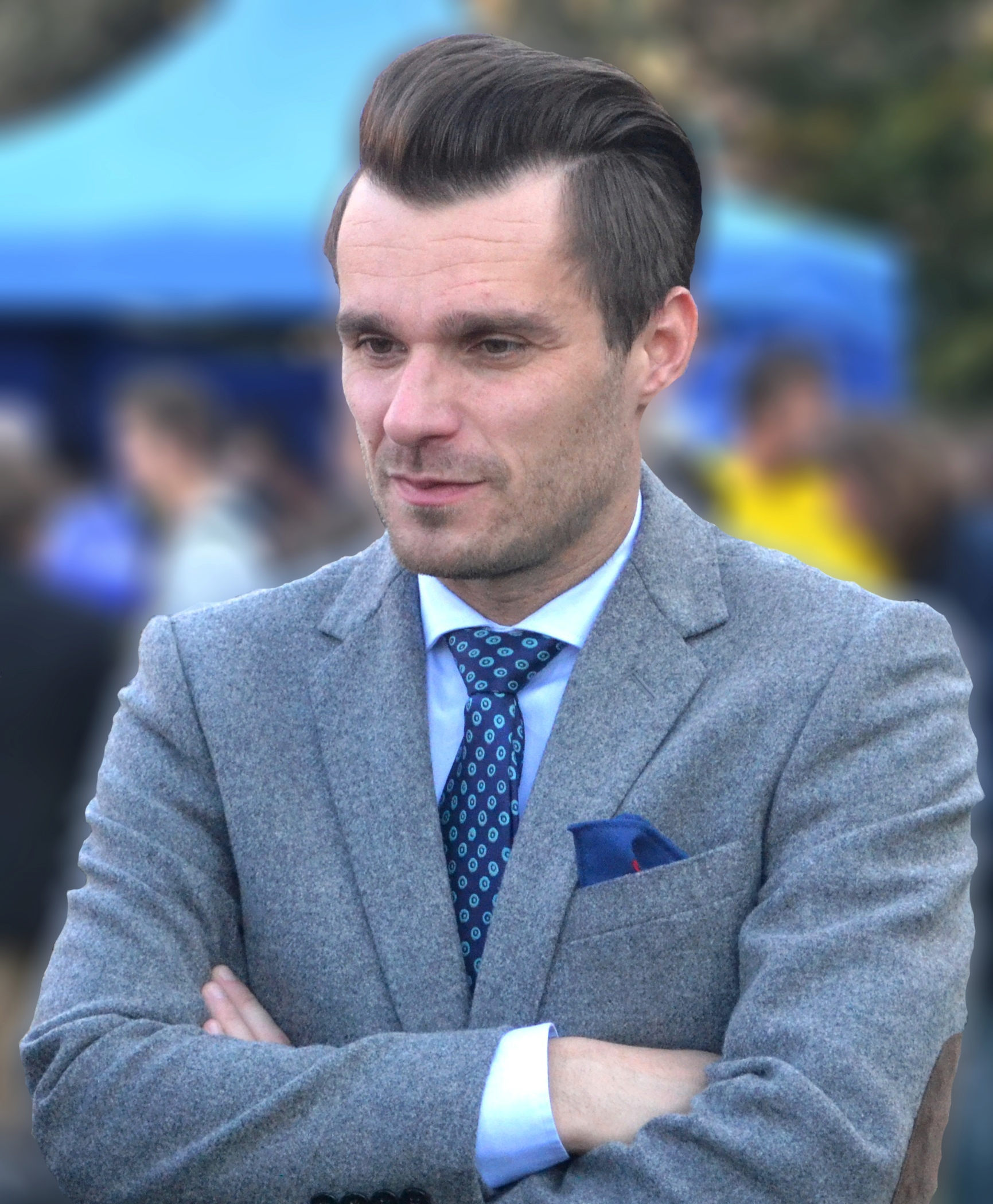
Leoš Mareš (* 1976)

- 1773 – František Josef Lothar Silva-Tarouca, rakousko-moravský šlechtic († 2. prosince 1835)
- 1844
  - Ctibor Helcelet, politik († 17. října 1904)
  - Jan Zacpal, novinář a buditel na Opavsku († 15. března 1888)
- 1875 – Josef Šamalík, československý politik († 7. ledna 1948)
- 1876 – Vojtěch Kryšpín, český konstruktér lokomotiv a autor jednotného československého značení železničních vozidel († 5. října 1959)
- 1881 – Wlastimil Hofman, česko-polský akademický malíř († 6. března 1970)
- 1882 – Jaroslav Benda, malíř († 12. ledna 1970)
- 1886 – Josef Klement Zástěra, hudební skladatel a spisovatel († 19. ledna 1966)
- 1889 – František Bílek, sochař a legionář († 5. ledna 1944)
- 1891 – Otakar Klapka, právník, pražský primátor († 4. října 1941)
- 1894 – Josef Rostislav Stejskal, spoluzakladatel, duchovní a biskup Církve československé (husitské) († 18. září 1946)
- 1896 – František Hojer, československý fotbalový reprezentant († 16. prosince 1940)
- 1903 – Jan Javorský, akademický malíř, ilustrátor a grafik († ?)
- 1904 – Miloslav Disman, divadelní a rozhlasový režisér († 29. dubna 1981)
- 1910 – Karel Urbánek, sbormistr a skladatel († 28. června 1995)
- 1911 – Pavel Eckstein, muzikolog, hudební kritik a dramaturg († 20. července 2000)
- 1912
  - Ladislav Dědourek, knihkupec, nakladatel a amatérský fotograf († 4. září 1986)
  - Jaroslav Pešina, historik umění († 7. listopadu 1992)
- 1913 – Zita Kabátová, herečka († 27. května 2012)
- 1916 – Jan Rychlík, hudební skladatel († 20. ledna 1964)
- 1929
  - Jaroslav Hubáček, jazykovědec, bohemista a vysokoškolský pedagog († 28. ledna 2020)
  - Ivan Vyskočil, dramatik a herec († 28. dubna 2023)
- 1931 – Zdeněk Zuska, primátor hlavního města Prahy († 17. prosince 1982)
- 1934 – Jaroslav Boček, ministr lesního a vodního hospodářství
- 1942 – Pavel Veselý, publicista, fotograf, herec, zpěvák a dramatik
- 1954 – Ivan Lutterer, fotograf († 11. listopadu 2001)
- 1956
  - Jana Rečková, lékařka a spisovatelka
  - Dagmar Patrasová, herečka
- 1957 – Jaroslav Róna, sochař a malíř, keramik
- 1969 – Jan Bauer, politik
- 1972 – Lenka Vlasáková, filmová a divadelní herečka
- 1976 – Leoš Mareš, zpěvák, moderátor
- 1978 – Jakub Janda, skokan na lyžích
- 1982 – Pavel Bosák, basketbalista
- 1992 – Adam Bartoš, volejbalista

### Svět

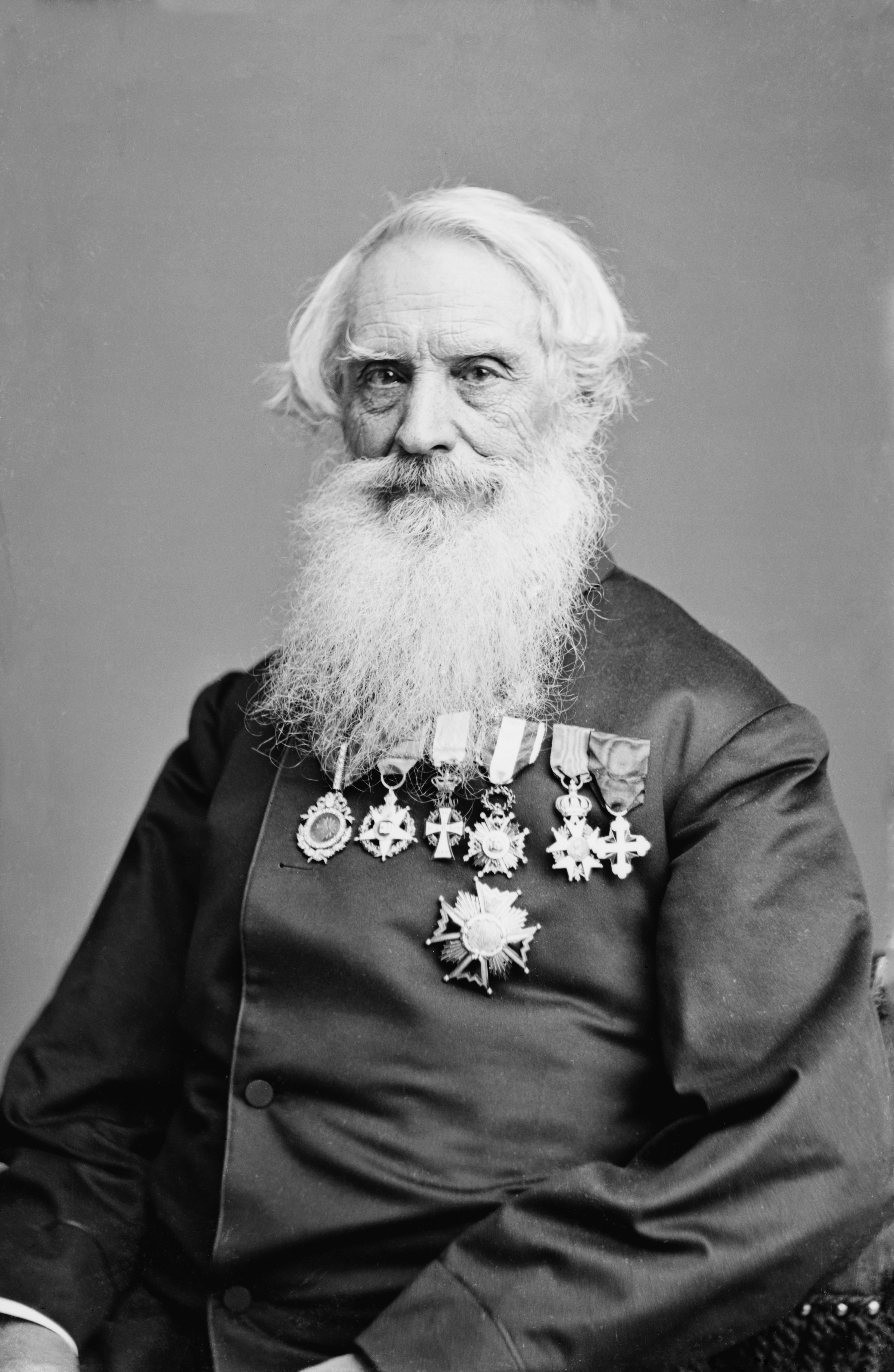
Samuel F. B. Morse (* 1791)

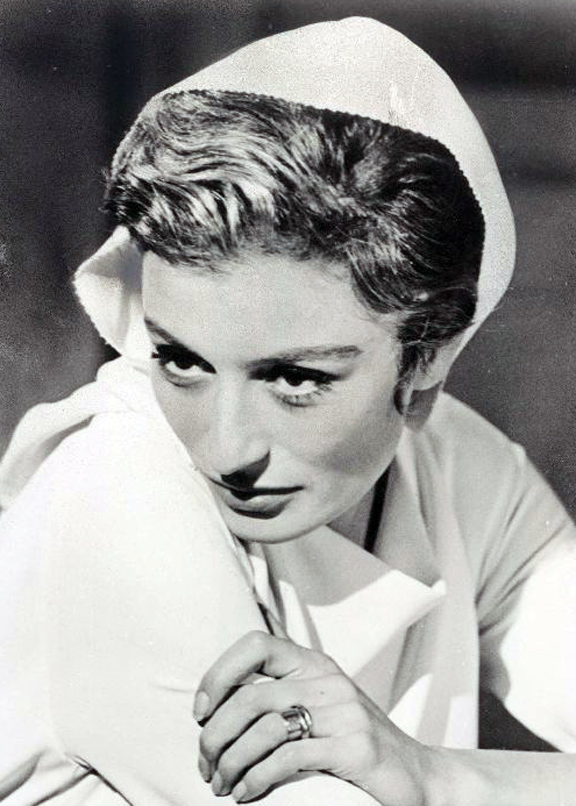
Anouk Aimée (* 1932)

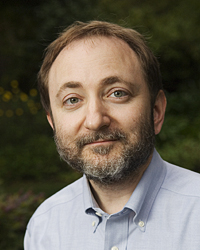
Andrew Fire (* 1959)

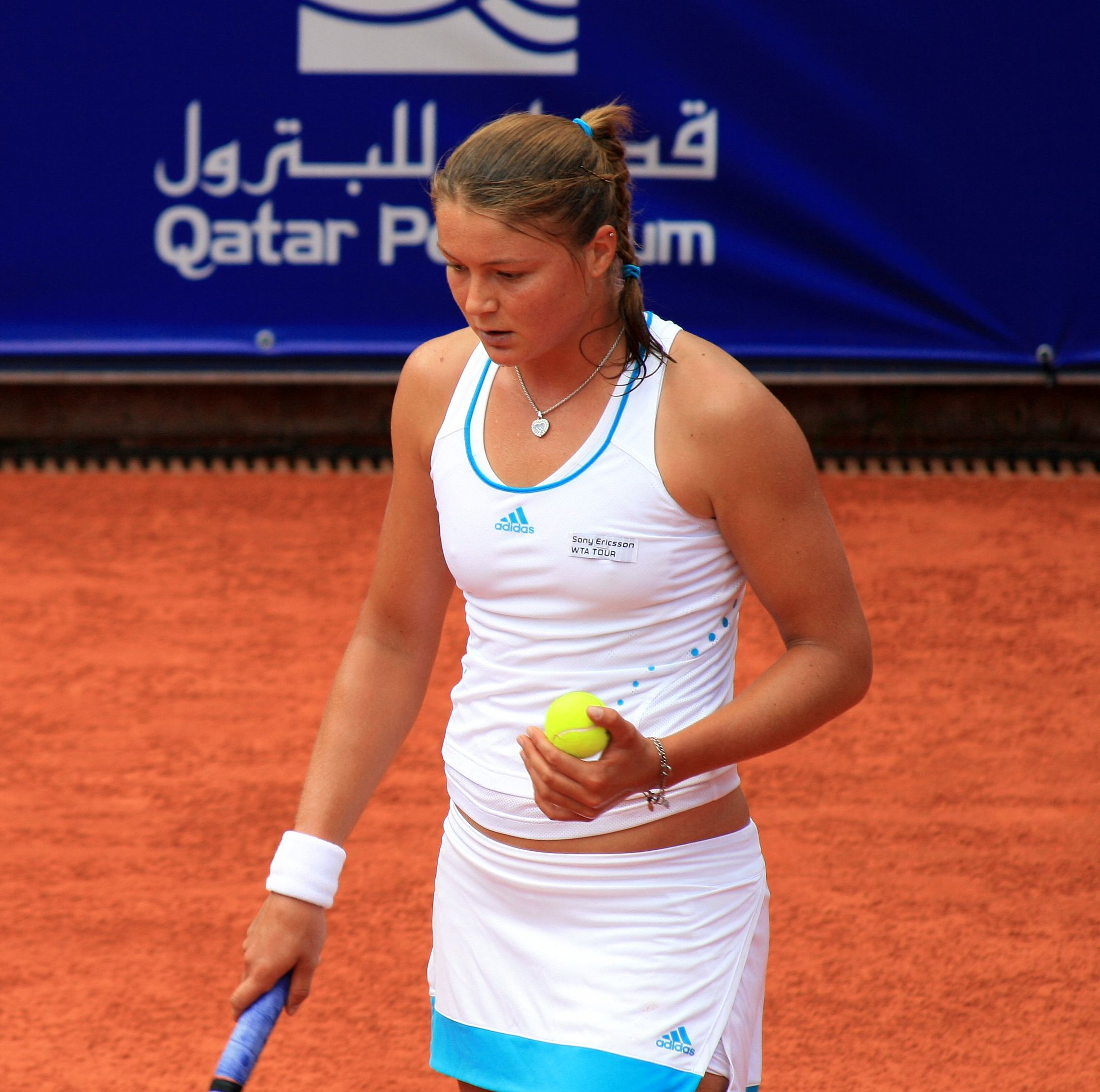
Dinara Safinová (* 1986)

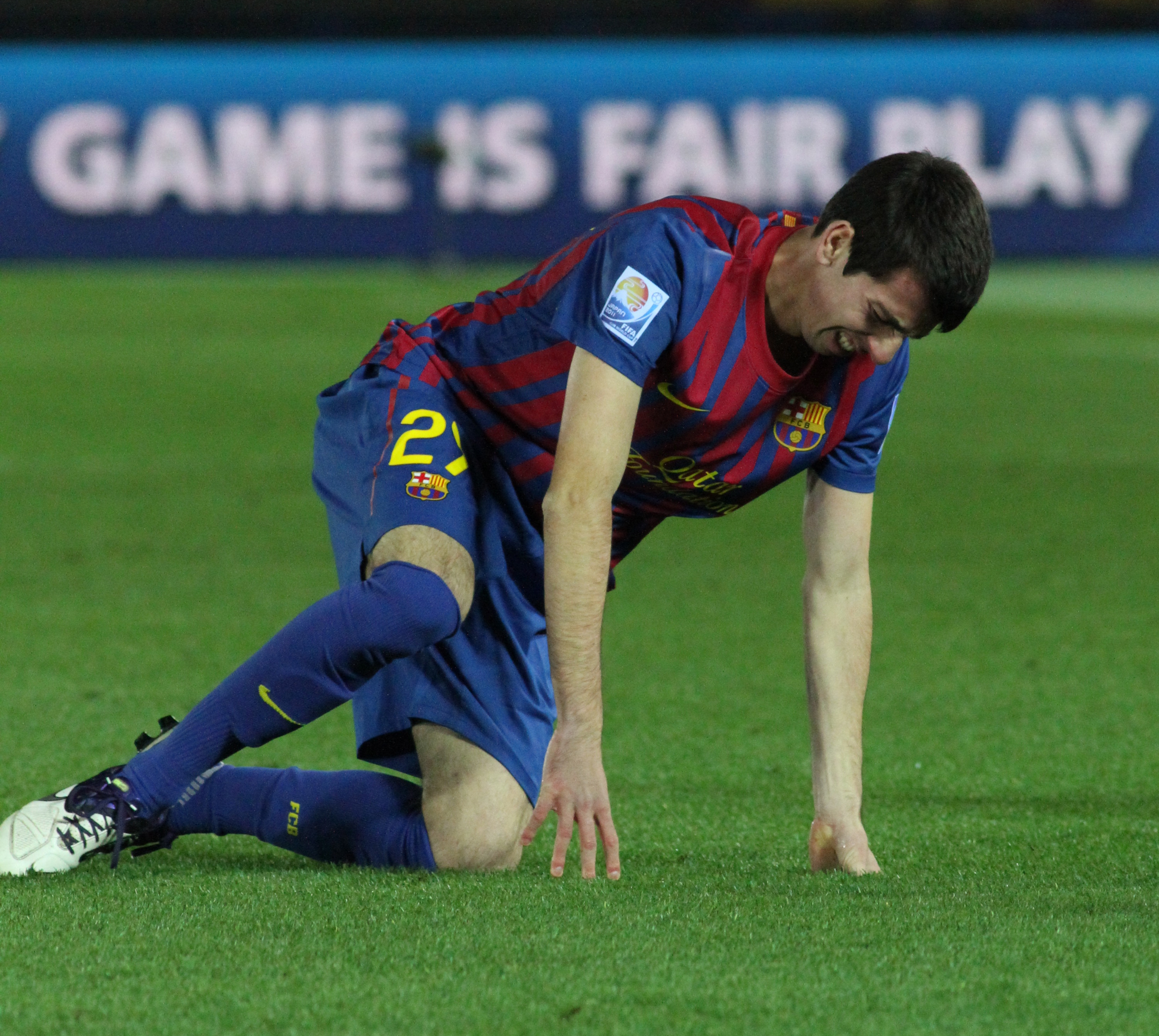
Isaac Cuenca (* 1991)

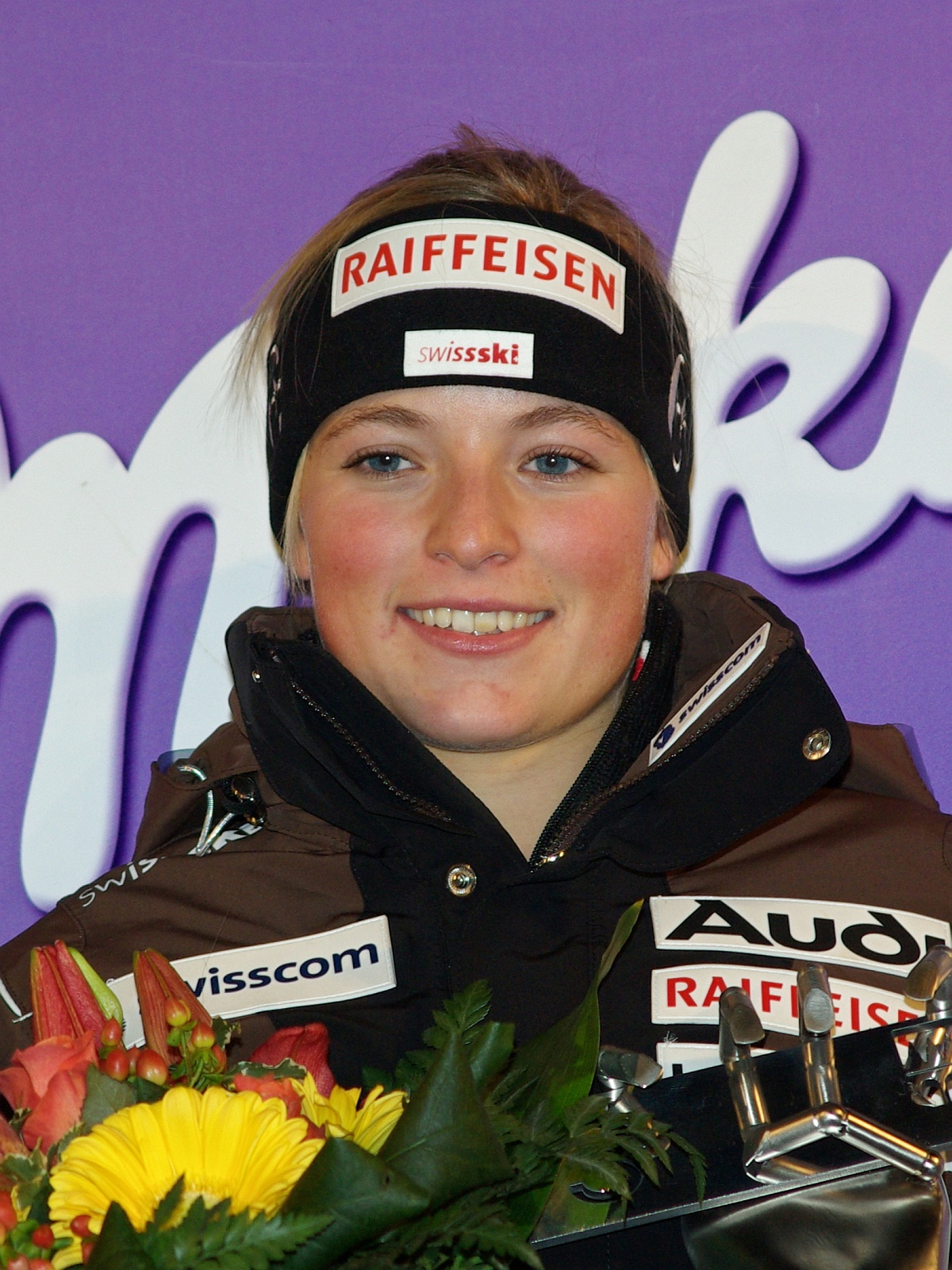
Lara Gutová-Behramiová (* 1991)

- 1622 – Jakub Haško, nitranský biskup, vlastenec a mecenáš († 19. října 1695)
- 1650 – Šarlota Amálie Hesensko-Kasselská, norská a dánská královna jako manželka Kristiána V. († 27. března 1714)
- 1748 – Adamantios Korais, řecký humanistický učenec, filolog a spisovatel († 6. dubna 1833)
- 1759 – Mary Wollstonecraftová, britská spisovatelka a feministka († 10. září 1797)
- 1763 – Jean-Pierre Vaucher, švýcarský botanik a teolog († 5. ledna 1841)
- 1771 – Jean Rapp, francouzský generál († 8. listopadu 1821)
- 1791 – Samuel F. B. Morse, americký vědec, vynálezce morseovky († 2. dubna 1872)
- 1794 – Achille Richard, francouzský botanik a lékař († 5. října 1852)
- 1796 – Marie Ferdinanda Saská, velkovévodkyně toskánská († 3. ledna 1865)
- 1797 – Victor Audouin, francouzský přírodovědec, entomolog a ornitolog († 9. listopadu 1841)
- 1806 – Marie Kristýna Neapolsko-Sicilská, španělská královna, manželka Ferdinanda VII. († 22. srpna 1878)
- 1813 – James Frederick Bryan Wood, arcibiskup filadelfský († 20. června 1883)
- 1820 – Herbert Spencer, britský sociolog a filozof († 8. prosince 1903)
- 1822
  - Ján Palárik, slovenský katolický kněz, spisovatel-dramatik († 7. prosince 1870)
  - Ulysses S. Grant, 18. prezident Spojených států amerických, († 23. července 1885)
- 1844 – Alois Riehl, rakouský filosof († 21. listopadu 1924)
- 1848 – Ota I. Bavorský (1848–1916), bavorský král († 11. října 1916)
- 1850 – Engelbert Pernerstorfer, rakouský politik († 6. ledna 1918)
- 1851 – Léon Bourgeois, premiér Francie, prezident Rady Společnosti národů a nositel Nobelovy ceny míru († 29. září 1925)
- 1857 – Theodor Kittelsen, norský malíř a ilustrátor († 21. ledna 1914)
- 1878
  - María Guadalupe García Zavala, mexická římskokatolická řeholnice a světice († 24. června 1963)
  - John Rimmer, britský olympijský vítěz na 3000 metrů překážek († 6. června 1962)
- 1879 – Mária Kupčoková, slovenská spisovatelka a překladatelka († 1. listopadu 1941)
- 1884 – Arthur Wieferich, německý matematik († 15. září 1954)
- 1892 – Delia Reinhardt, německá sopranistka († 3. říjen 1974)
- 1893 – Pavel Karađorđević, jugoslávský regent († 14. září 1976)
- 1897 – Jozef Pospíšil, slovenský sochař († 15. července 1976)
- 1899 – Benčo Obreškov, bulharský malíř († 8. dubna 1970)
- 1902 – Thomas Dolliver Church, americký zahradní architekt († 30. srpna 1978)
- 1905 – John Kuck, americký olympijský vítěz ve vrhu koulí († 21. září 1986)
- 1911 – Bruno Beger, německý nacistický antropolog († 12. října 2009)
- 1913 – Philip Abelson, americký jaderný fyzik († 1. srpna 2004)
- 1921 – John Stott, britský kazatel vůdce britského a světového evangelikálního hnutí († 27. července 2011)
- 1922 – Jack Klugman, americký herec († 24. prosince 2012)
- 1929 – Nina Ponomarevová, sovětská olympijská vítězka v hodu diskem († 19. srpna 2016)
- 1931 – Glyn Jones, jihoafrický spisovatel, scenárista a herec († 2. dubna 2014)
- 1932 – Anouk Aimée, francouzská filmová a divadelní herečka († 18. června 2024)
- 1933 – Calvin Newborn, americký kytarista († 1. prosince 2018)
- 1935 – Theo Angelopoulos, řecký filmový režisér, scenárista a producent († 24. ledna 2012)
- 1938 – Dušan Hanák, slovenský filmový scenárista, režisér, fotograf a pedagog
- 1939
  - Stanisław Dziwisz, arcibiskup krakovský, osobní sekretář Jana Pavla II.
  - David de Kretser, australský lékař, sociální aktivista a politik srílanského původu
- 1941 – Fethullah Gülen, turecký islámský teolog, kazatel a vůdce podle něho nazvaného hnutí († 20. října 2024)
- 1942
  - Jim Keltner, americký bubeník
  - Valerij Poljakov, ruský kosmonaut († 7. září 2022)
- 1946
  - Gordon Haskell, britský zpěvák a baskytarista
  - Milan Kužela, slovenský a československý hokejový obránce
- 1948
  - Gilles Baudry, bretonský básník
  - Kate Pierson, americká zpěvačka
- 1950 – Mike Howlett, fidžijský baskytarista a hudební producent
- 1951 – Ace Frehley, americký hudebník, člen skupiny Kiss
- 1952
  - Juraj Ďurdiak, slovenský herec
  - Ari Vatanen, finský závodník v rallye a politik
- 1953 – Ellen S. Bakerová, americké lékařka a astronautka
- 1956
  - Kevin McNally, britský herec, zvukař a scenárista
  - Gary Mark Smith, americký pouliční fotograf
- 1959 – Andrew Z. Fire, americký molekulární biolog, nositel Nobelovy ceny za fyziologii a lékařství
- 1961 – Jorge O. Calvo, argentinský paleontolog a geolog († 10. ledna 2023)
- 1967 – Vilém-Alexandr, nizozemský král
- 1973 – Lionel Loueke, beninský jazzový kytarista
- 1976 – Sally Hawkins, britská herečka
- 1980 – Sybille Bammerová, rakouská tenistka
- 1984 – Patrick Stump, americký zpěvák a kytarista, člen skupiny Fall Out Boy
- 1985 – Horacio Zeballos, argentinský tenista
- 1986 – Dinara Safinová, ruská tenistka
- 1987 – William Moseley, britský herec
- 1988 – Lizzo, americká zpěvačka
- 1989 – Emily Rios, americká herečka
- 1991
  - Isaac Cuenca, španělský fotbalista
  - Lara Gutová-Behramiová, švýcarská lyžařka
- 1995 – Nick Kyrgios, australský tenista

## Úmrtí
Automatický abecedně řazený seznam viz Kategorie:Úmrtí 27. dubna

### Česko

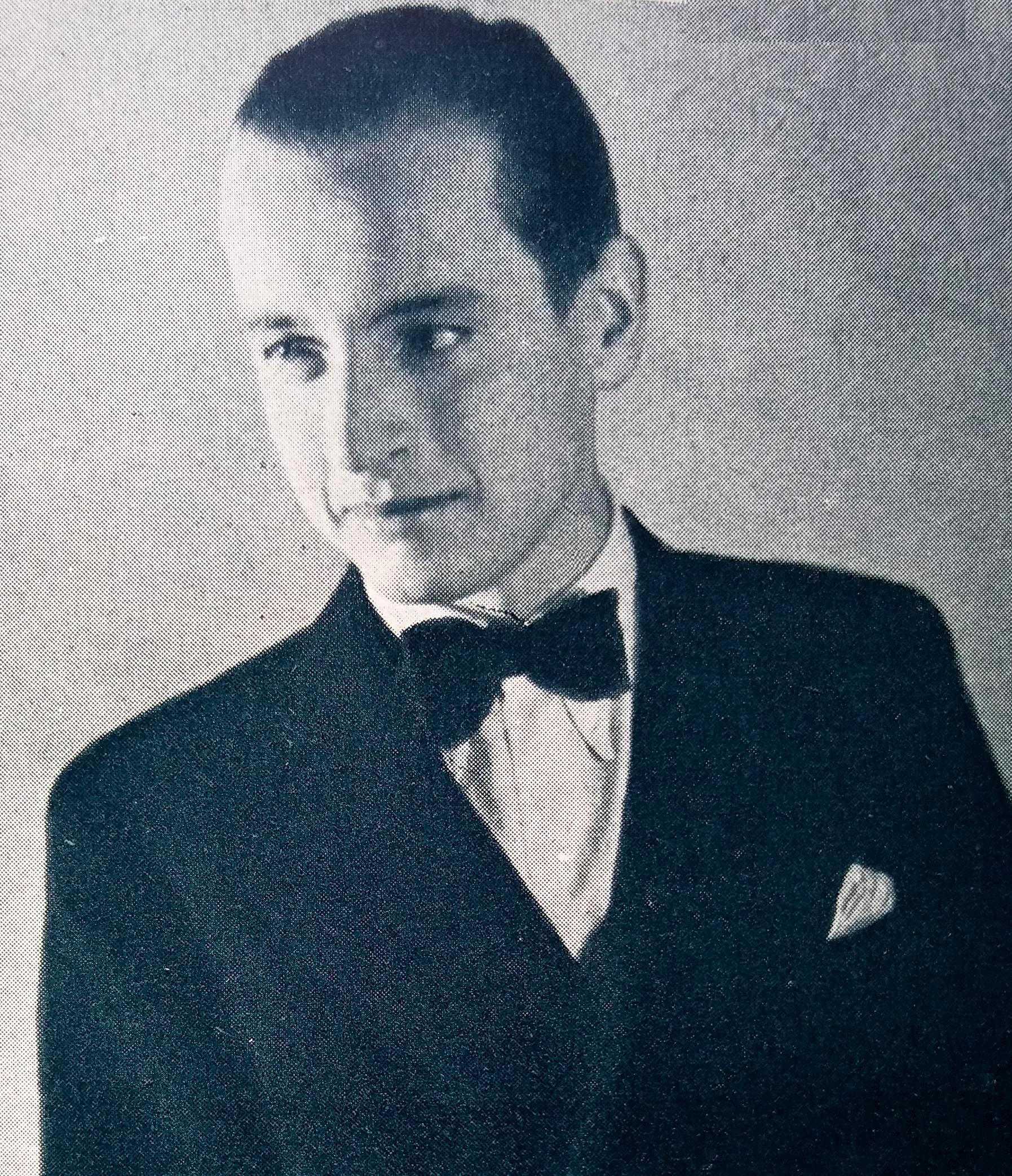
Svatopluk Beneš († 2007)

- 1601 – Václav Šturm, český jezuita, kněz a spisovatel (* 1533)
- 1762 – Jan Josef Brixi, hudební skladatel a varhaník (* 19. května 1719)
- 1802 – Josef Kramolín, malíř (* 11. dubna 1730)
- 1814 – Jakub Dvořecký, duchovní a historik (* 21. července 1750)
- 1848 – Josef Jüttner, český kartograf (* 12. září 1775)
- 1886 – Julius Hanisch, poslanec Českého zemského sněmu (* 18. července 1827)
- 1891 – Joachim Oppenheim, ivančický rabín a spisovatel (* 29. září 1832)
- 1895 – Josef Porkert, český průmyslník (* 2. února 1828)
- 1900 – Wenzel Hecke, poslanec Českého zemského sněmu a Říšské rady (* 20. února 1824)
- 1916 – Karel Preis, český chemik, rektor ČVUT (* 20. srpna 1846)
- 1918 – Jan Preisler, český malíř (* 17. února 1872)
- 1920 – Emerich Maixner, český lékař (* 6. listopadu 1847)
- 1924 – Josef Kadlčák, československý politik (* 15. listopadu 1856)
- 1936 – Gustav Fiedler, šestý moravskoostravský starosta (* 25. března 1849)
- 1939 – Franz Kaufmann, československý politik německé národnosti (* 5. dubna 1876)
- 1944 – Hanuš Jelínek, básník, divadelní kritik, překladatel (* 3. září 1878)
- 1945 – Lev Krča, architekt (* 21. července 1902)
- 1948
  - Milan Svoboda, český divadelní režisér, pedagog a překladatel (* 29. prosince 1883)
  - Josef Hucl, československý politik (* 25. prosince 1871)
- 1949 – Samo Daxner, československý advokát a politik (* 4. května 1856)
- 1950 – Karel Koželuh, fotbalista, hokejista a tenista (* 7. března 1895)
- 1954 – Libuše Baudyšová, česká spisovatelka (* 9. února 1877)
- 1957 – Barbora Markéta Eliášová, cestovatelka a spisovatelka (* 2. listopadu 1874)
- 1967 – Karel Hladík, sochař (* 27. června 1912)
- 1987 – Václav Kaňkovský, herec (* 16. října 1917)
- 1989 – Jarmila Kalousková, česká sinoložka a lingvistka (* 31. prosince 1908)
- 1992 – Richard Mihula, režisér (* 3. září 1932)
- 1994 – Jan Machoň, spisovatel, novinář a politik (* 4. února 1921)
- 2005 – Radislav Hošek, klasický filolog (* 13. března 1922)
- 2007 – Svatopluk Beneš, herec (* 24. února 1918)
- 2009
  - Miroslav Filip, šachový velmistr a publicista (* 27. října 1928)
  - Jiří Hilmera, český historik umění (* 26. března 1925)
- 2010 – Tomáš Edel, český historik (* 3. října 1951)
- 2015 – Jiří Kejř, český právní historik (* 28. srpna 1921)
- 2025 – Petr Neuman, český šachový velmistr (* 11. března 1978)

### Svět

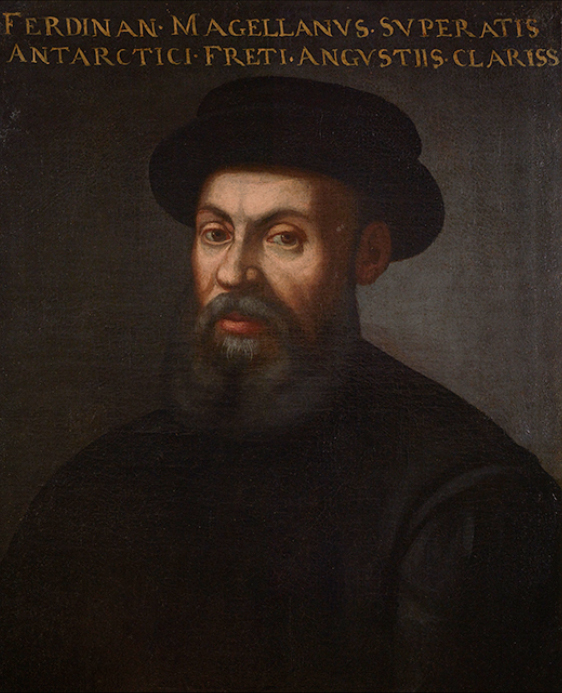
Fernão de Magalhães († 1521)

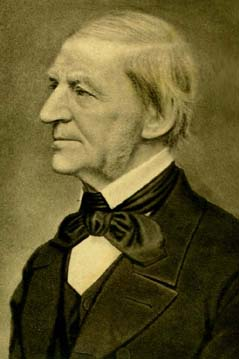
Ralph Waldo Emerson († 1882)

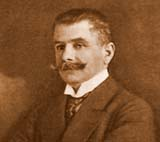
Oskar Troplowitz († 1918)

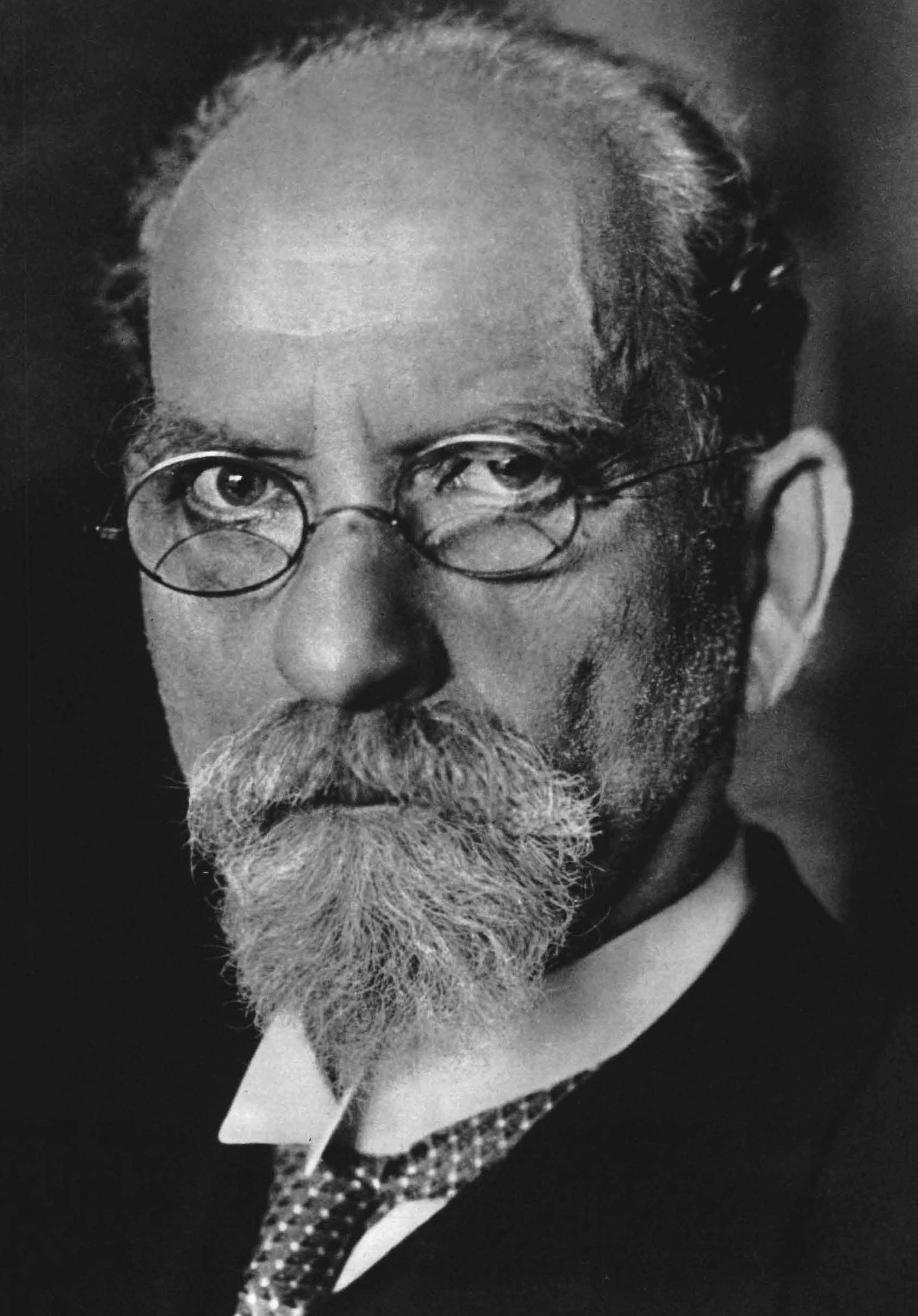
Edmund Husserl († 1938)

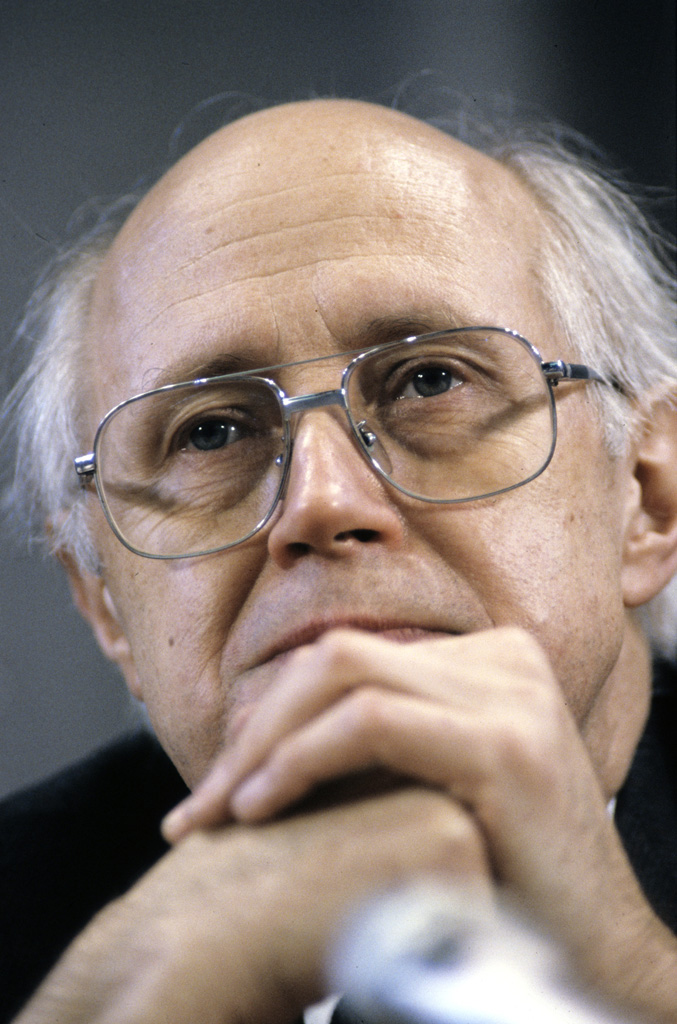
Mstislav Rostropovič († 2007)

- 1271 – Isabela Francouzská, navarrská královna (* 1242)
- 1353 – Semjon Hrdý, kníže moskevský a veliký kníže vladimirský z dynastie Rurikovců (* 7. září 1316)
- 1386 – Eleonora Teles de Menezes, portugalská královna, manželka Ferdinanda I. (* 1350)
- 1462 – Vasilij II., středověký ruský panovník, velkokníže moskevský (* 10. března 1415)
- 1475 – Pcheng Š’, politik čínské říše Ming (* 1416)
- 1521 – Fernando Magellan, portugalský mořeplavec a objevitel (* 1480)
- 1599 – Tošiie Maeda, japonský generál 16. stol. (* 15. ledna 1539)
- 1625 – Terumoto Móri, daimjó – hlava klanu Móri (* 22. ledna 1553)
- 1656
  - Gerard van Honthorst, nizozemský malíř (* 4. listopadu 1592)
  - Jan van Goyen, holandský malíř (* 13. ledna 1596)
- 1694 – Jan Jiří IV. Saský, saský kurfiřt (* 18. října 1668)
- 1702 – Jean Bart, vlámský korzár ve službách francouzského krále Ludvíka XIV. (* 21. října 1650)
- 1794
  - James Bruce, skotský přírodovědec a cestovatel (* 14. prosince 1730)
  - William Jones, anglický právník, indolog, jazykovědec (* 28. září 1746)
- 1825 – Dominique Vivant Denon, francouzský kreslíř a grafik (* 4. ledna 1747)
- 1831 – Karel Felix Sardinský, sardinský král (* 6. dubna 1765)
- 1881 – Ludwig von Benedek, rakouský generál maďarského původu (* 14. červenec 1804)
- 1882
  - Josef Kalchegger von Kalchberg, ministr obchodu Rakouského císařství (* 27. března 1801)
  - Ralph Waldo Emerson, americký esejista, básník a filosof (* 25. května 1803)
- 1903 – Viktor Hübner, rakouský politik (* 13. března 1838)
- 1909 – Moritz Hinträger, rakouský architekt (* 24. listopadu 1831)
- 1915 – Alexandr Nikolajevič Skrjabin, ruský klavírista a hudební skladatel (* 6. ledna 1872)
- 1916
  - Gustav Marchet, předlitavský pedagog, právník a politik (* 29. května 1846)
  - Leopold Klement Sasko-Kobursko-Gothajský, důstojník rakousko-uherské armády (* 19. července 1878)
- 1918 – Oskar Troplowitz, vynálezce krému Nivea (* 18. ledna 1863)
- 1928
  - Ignác Alpár, uherský architekt (* 17. ledna 1855)
  - Hermann Bäcker, německý spisovatel (* 22. února 1867)
- 1931 – Albert Šlesvicko-Holštýnský, vnuk britské královny Viktorie (* 26. února 1869)
- 1936 – Karl Pearson, anglický matematik a filozof (* 27. března 1857)
- 1937 – Antonio Gramsci, italský politik, publicista a marxistický filosof (* 23. ledna 1891)
- 1938
  - Hugo Schmölz, německý fotograf (* 21. ledna 1879)
  - Edmund Husserl, německý filosof (* 8. dubna 1859)
- 1939 – Franz Kaufmann, československý politik německé národnosti (* 5. dubna 1876)
- 1940
  - František Novák, letecký akrobat (* 26. srpna 1902)
  - Pavel Golovin ruský polární letec a voják (* 26. dubna 1909)
- 1943 – Franziska von Starhemberg, rakouská politička (* 24. října 1875)
- 1945
  - Claudio Fogolin, italský cyklista, automobilový závodník a spoluzakladatel firmy Lancia (* 30. dubna 1872)
  - Hendrik Bulthuis, holandský spisovatel, esperantista (* 15. září 1865)
- 1950
  - Horia Bonciu, rumunský básník, prozaik a překladatel (* 19. května 1893)
  - Karl Straube, německý varhaník a dirigent (* 6. ledna 1873)
- 1954 – Torsten Ralf, švédský operní tenor (* 2. ledna 1901)
- 1959 – William Fielding Ogburn, americký sociolog (* 29. června 1886)
- 1972 – Kwame Nkrumah, první prezident Ghany (* 21. září 1909)
- 1973 – Vojtech Adamec, slovenský dirigent a hudební skladatel (* 12. července 1926)
- 1982 – Charles Samuels, americký novinář, spisovatel (* 15. září 1902)
- 1985 – Wilhelm Abel, německý historik (* 25. srpna 1904)
- 1987 – Gioacchino Colombo, italský konstruktér (* 9. ledna 1903)
- 1988 – Valerij Legasov, vedoucí vyšetřovací komise Černobylské havárie (* 1. září 1936)
- 1992 – Olivier Messiaen, francouzský hudební skladatel (* 10. prosince 1908)
- 1995 – Willem Frederik Hermans, nizozemský spisovatel a fotograf (* 1. září 1921)
- 1996 – Adam Roarke, americký herec (* 8. srpna 1937)
- 1998
  - Anne Desclos, francouzská novinářka a spisovatelka (* 23. září 1907)
  - Carlos Castaneda, americký spisovatel a šarlatán (* 25. prosince 1925)
- 2002 – George Alec Effinger, americký spisovatel (* 10. ledna 1947)
- 2003
  - Paul Chauchard, francouzský lékař, filozof, vysokoškolský učitel a spisovatel (* 1912)
  - Dorothee Sölleová, německá protestantská teoložka (* 3. září 1929)
- 2005 – Marian Sawa, polský skladatel, varhaník, muzikolog a pedagog (* 12. ledna 1937)
- 2007 – Mstislav Rostropovič, ruský violoncellista a dirigent (* 27. března 1927)
- 2008 – Štefan Babjak, slovenský operní pěvec (* 7. října 1931)
- 2010 – Morris Pert, britský hudební skladatel, bubeník a perkusionista (* 9. září 1947)
- 2011
  - Igor Kon, ruský sociolog a sexuolog (* 21. května 1928)
  - David Wilkerson, americký křesťanský kazatel a spisovatel (* 19. května 1931)
- 2015 – Marty Napoleon, americký klavírista (* 2. června 1921)
- 2023
  - Jean-Paul Costa, francouzský právník (* 3. listopadu 1941)
  - Jerry Springer, americký novinář, herec, producent a politik (* 13. února 1944)

## Svátky

### Česko
- Jaroslav
- Aristid

### Svět
- Světový den grafiky
- Slovensko: Jaroslav
- Slovinsko: Den odporu proti okupaci
- Sierra Leone: Den nezávislosti
- Togo: Den nezávislosti
- Jihoafrická republika: Den svobody (Freedom Day)
- Světový den sdružených měst
- Slovinsko: Den odporu proti okupaci
- Rakousko: Den 2. republiky
- Rusko: Den ruského parlamentu
- Moldávie: Den vlajky

### Liturgický kalendář
- Sv. Zita